# NWA 8114
Koordinaten: 24° 4′ 45,8″ N, 14° 47′ 12,4″ W
Northwest Africa 8114 (kurz NWA 8114) ist ein im Februar 2013 im Süden der Westsahara (Río de Oro) gefundener Marsmeteorit. Er wurde damals dem marokkanischen Meteoritenhändler Mohammed Aid abgekauft.
Dort in der Nähe wurde 2016/2017 (im Rabt Sbayta bzw. Rabt Sebeta genannten Gebiet) auch der Mondmeteorit Rabt Sbayta 006 (gelegentlich verschrieben zu Rab Sbayta 006) gefunden. Der Abstand der Fundorte beträgt etwa 18 km.
NWA 8114 ist derzeit – 17. Mai 2025 – (noch) nicht auf MinDat gelistet.

## Beschreibung

### Physikalische Merkmale
NWA 8114 ist ein 1,8 cm langer Schmelzkrustenstein.
Der Meteorit enthält einige terrestrische Karbonat-Adern, die auf der Oberfläche und im Dünnschliff sichtbar sind.
Einige Klasten zeigen sich auch durch die Schmelzkruste hindurch.

### Petrographie
Die petrographisch untersuchte Probe hat eine klastische Textur mit Augit und Pigeonit. Es überwiegt Andesin-Plagioklas, aber es gibt auch kaliumreichen Feldspat, Chlorapatit und Titanomagnetit. Diese Mischbereiche sind denen sehr ähnlich, die von Carl Agee et al. 2013 für das Pyroxen in NWA 7034 („Black Beauty“) gefunden wurden. Wie NWA 7034 enthält auch NWA 8114 eine zonierte und abgerundete basaltische Mineralogie und „monomineralische“ (aus nur einem Mineral – Pyroxen bzw. Feldspat – bestehende) Klasten. Ein weiterer mit diesen gepaarter Meteorit aus Nordwestafrika ist NWA 7906.

### Geochemie
Die Geochemie des Meteoriten wurde von R. Greenwood (Open University Milton Keynes/Walton Hall, Planetary and Space Sciences, Department of Physical Sciences) untersucht, insbesondere im Hinblick auf die Sauerstoffisotope. Auch hier gibt es bemerkenswerte Ähnlichkeiten zu NWA 7034.
Anteile in Molprozent (mol%):
```
Ferrosilicium
    19-44

Wollastonit
      1.5-38

Ferrosilit
      19-44

Wollastonit
     1.5-38
```

Aufgrund der obigen Analysen wird NWA 8114 als basaltische Brekzie im SNC-Clan klassifiziert und ist (sehr wahrscheinlich) gepaart mit NWA 7034 „Black Beauty“.

## Alter, Mars-Paläoklima
Diese Ähnlichkeit („Paarung“) wurde von Jane L. MacArthur, John C. Bridges et al. in einer 2015 angekündigten und 2019 veröffentlichten Studie bestätigt. Das Ziel war, eine detaillierte mineralogische Untersuchung mit der 40Ar-39Ar-Datierung von separaten Klasten im Meteoriten (d. h. nicht nur von der – jüngeren – Matrix) zu kombinieren und damit die geologischen Veränderungen („Alterationen“) in einem Marsregolithen zu erforschen und auch weitere  mineralogische Merkmale wie Adern und Akkretionsränder mit radiometrischen Altersangaben zu korrelieren.
Das Team konzentrierte sich auf Pyroxen- und Eisenoxidkörner um auf diese Weise konnte auch die thermische Geschichte von NWA 8114 (als Gegenstück zu NWA 7034) zu rekonstruieren und oberflächennahe Prozesse und urzeitliche Umweltbedingungen zu untersuchen.
Einige der Pyroxenklasten zeigen Exsolutionslamellen (Entmischungslamellen), was auf einen magmatischen Ursprung bei hohen Temperaturen und eine langsame Abkühlung hinweist.
Die Transmissionselektronenmikroskopie (TEM) zeigt, dass andere Pyroxenklasten jedoch porös und teilweise rekristallisiert sind, so dass sie Magnetit und zusammen mit Pyroxenrelikten ein kaliumhaltiges glasartiges bilden – dieser Zerfall war mit Oxidation von Pyroxen verbunden, höchstwahrscheinlich das Ergebnis einer Schockerhitzung durch den Einschlag, bei dem die Temperatur mindestens 7 Tage lang in einer oxidierenden Regolithumgebung über 700 °C gehalten wurde.
Das ungefähre 40Ar-39Ar-Maximalalter geben die Autoren für eine einzelne, abgetrennte Augitklast mit  1,13-1,25 Milliarden Jahren (Ga) an. Aufgrund weiterer Merkmale der Feinstruktur schließen die Autoren, dass dieses Alter dem Erhitzungsereignis des Impaktschocks entspricht.
Hohe Temperaturen von über 700 °C könnten bei einem Regolith von mindestens fünf Metern Tiefe durchaus eine Woche lang gehalten worden sein, sodass einige der Alkalifeldspatklasten remobilisierten und teilweise zu schmolzen, so dass die die das oxidierte Pyroxen durchschneidenden und in einigen Fällen sogar umgebenden Feldspatadern bzw. Aureolen entstanden. Dies erscheint den Autoren jedenfalls wahrscheinlicher als das Ergebnis eines hydrothermalen Ereignisses im Einschlagregolith.
Der ebenfalls identifizierte Goethit bildet sich generell im Zug einer Umwandlung bei niedrigen Temperaturen unter Beteiligung von Wasser. Die Autoren vermuten hier aber eine nachträglich Umwandlung aus der Erde (d. h. eine terrestrische Alteration), die den  Pyrit vom Mars „pseudomorphisierte“.

## Bildergalerie
Für detaillierte Beschreibungen bitte die Bilder anklicken/antippen:

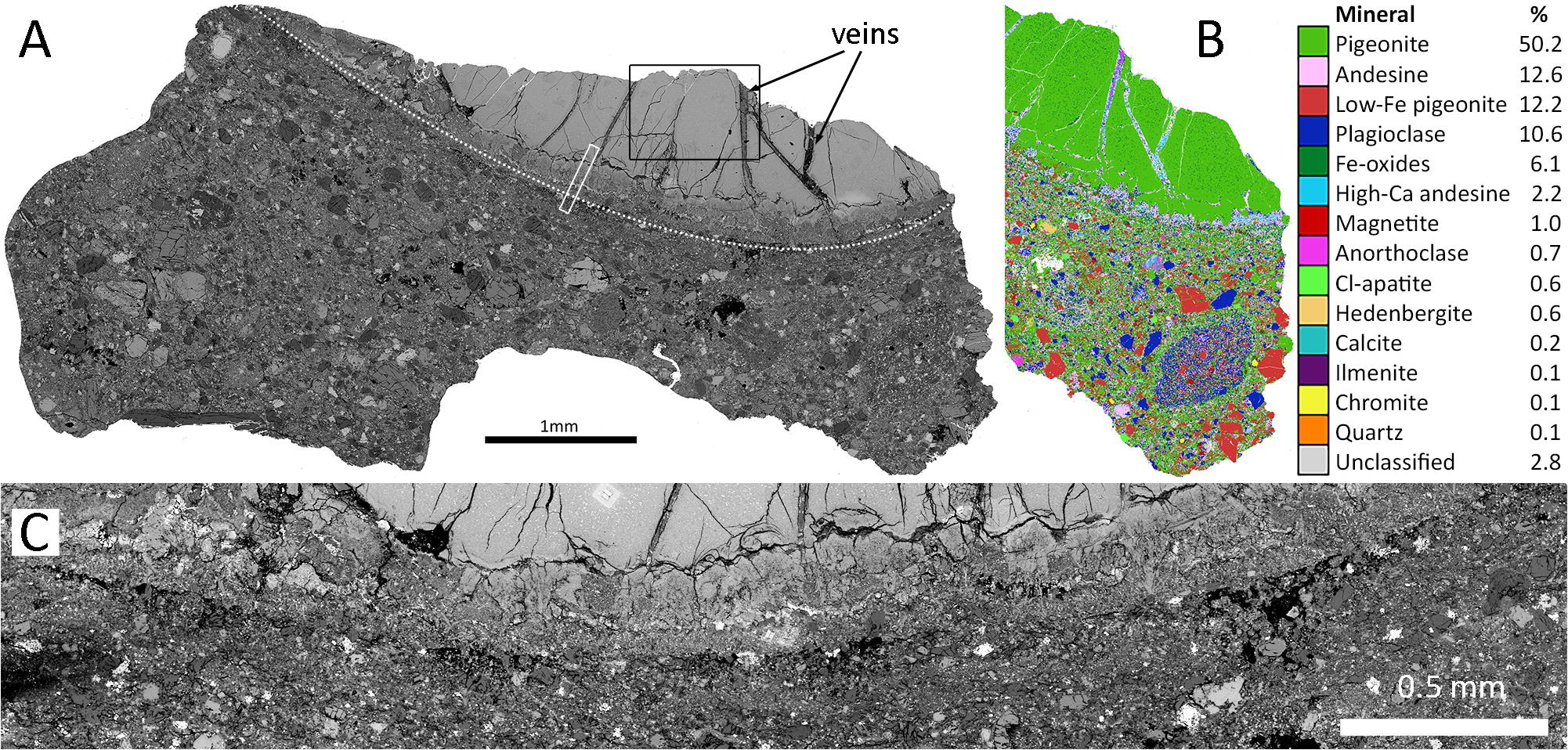
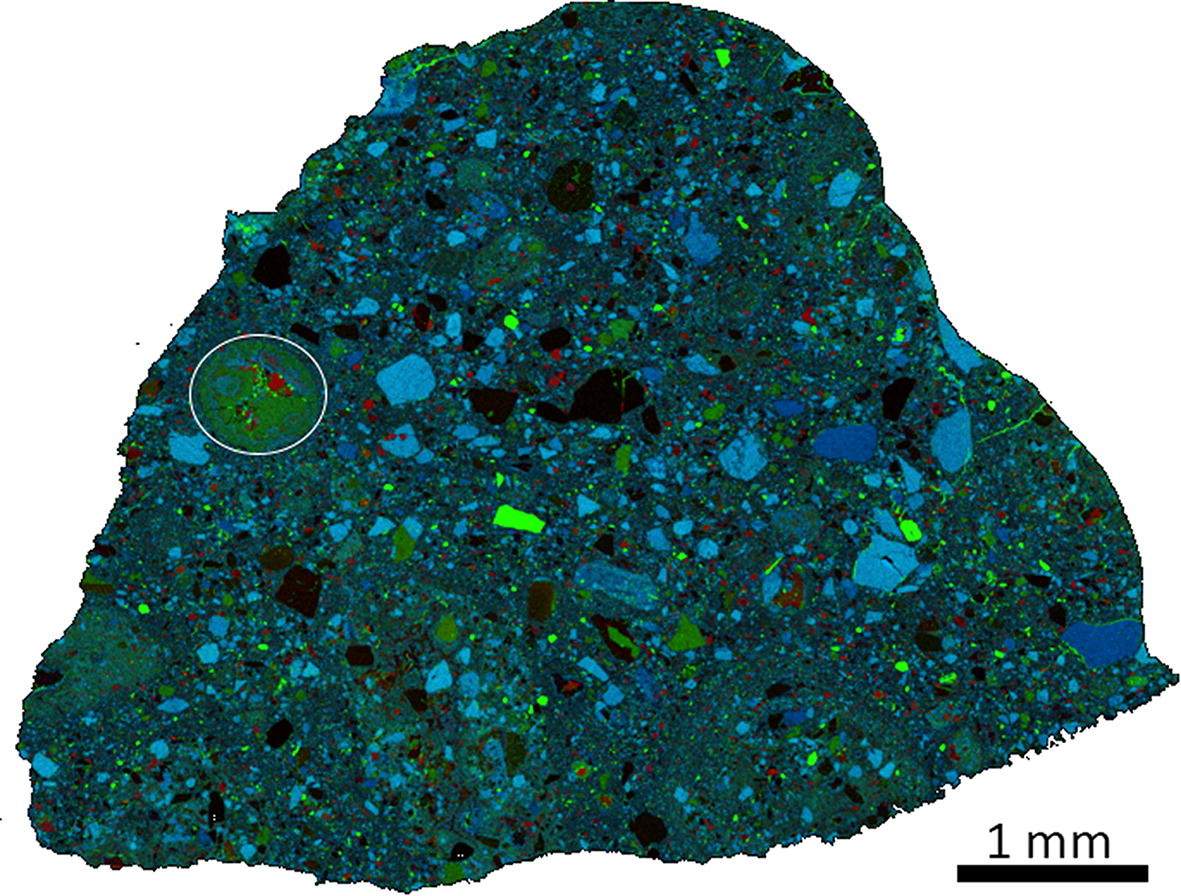
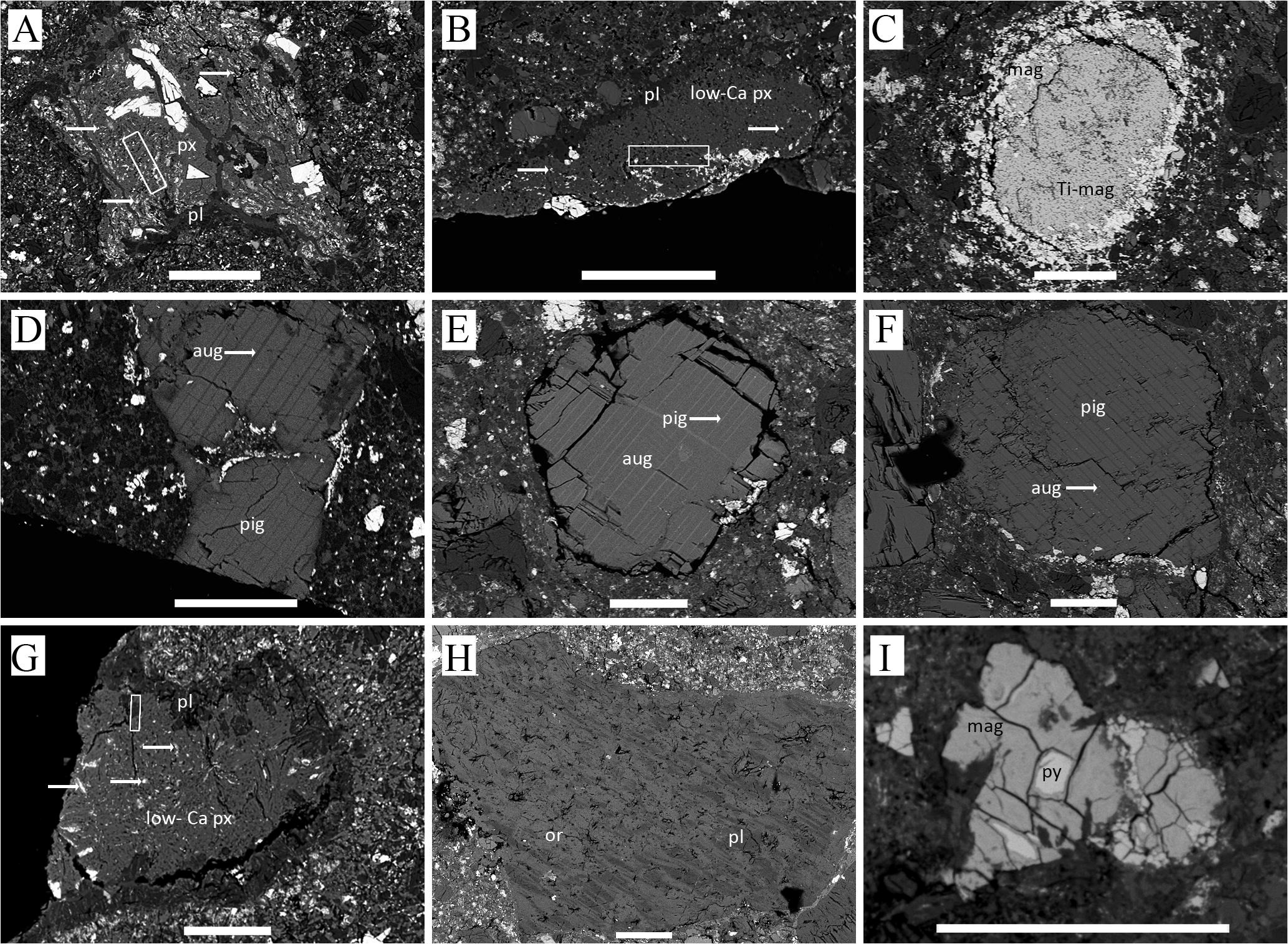
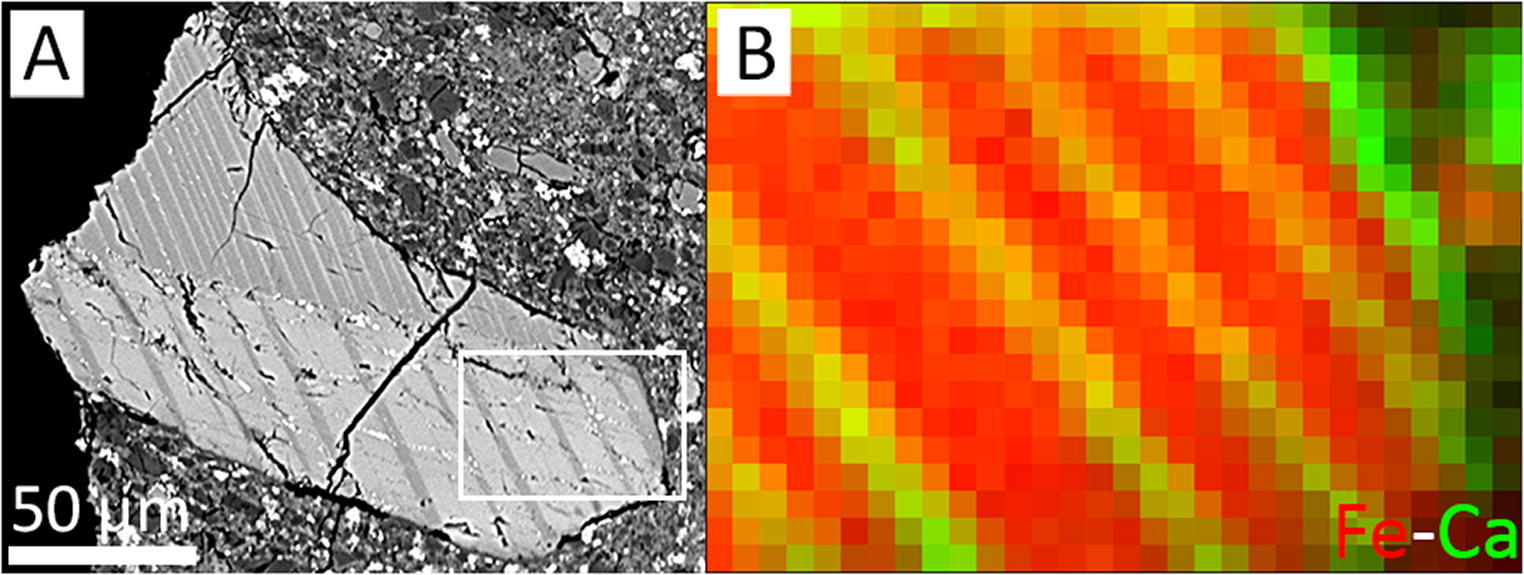
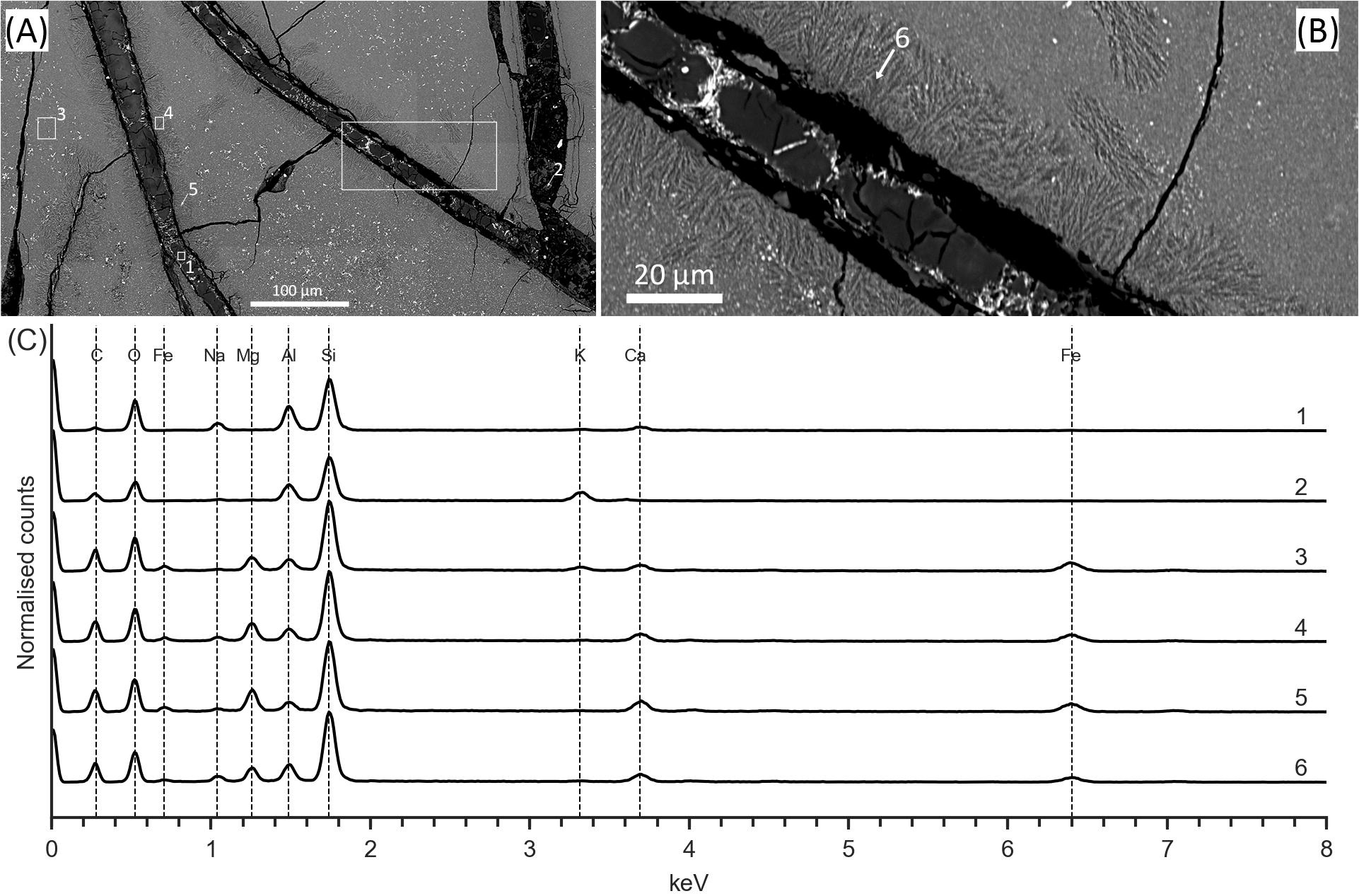
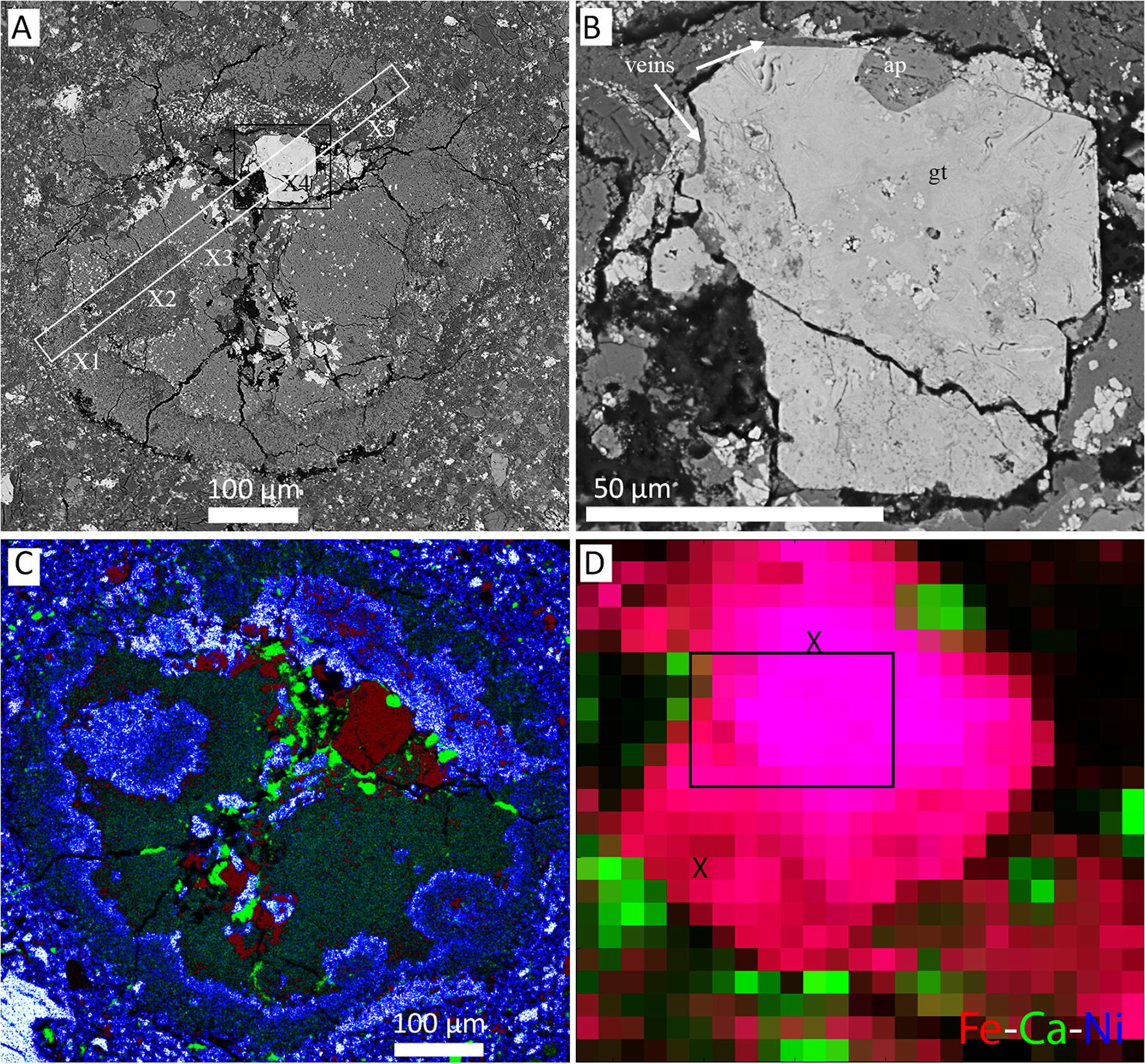
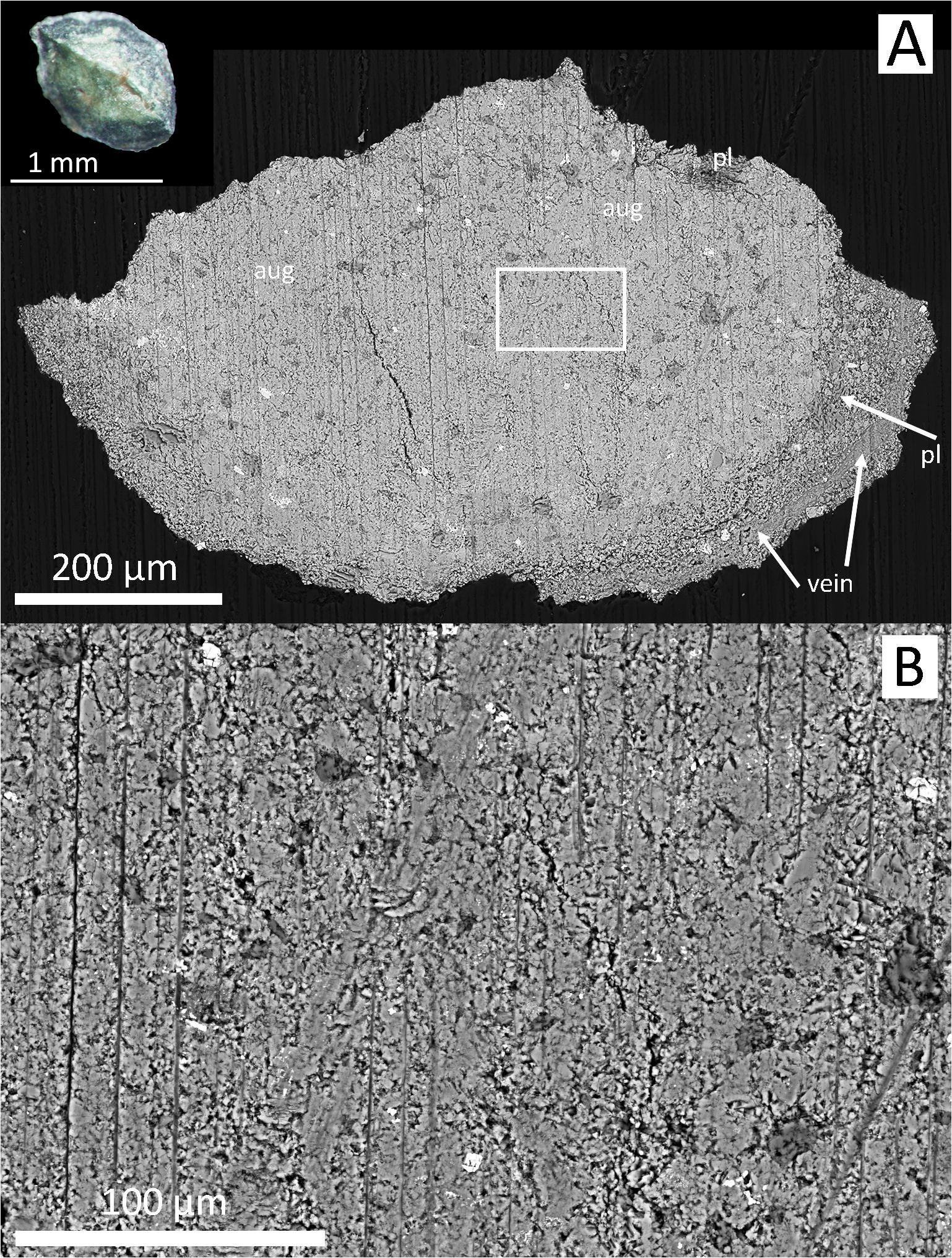
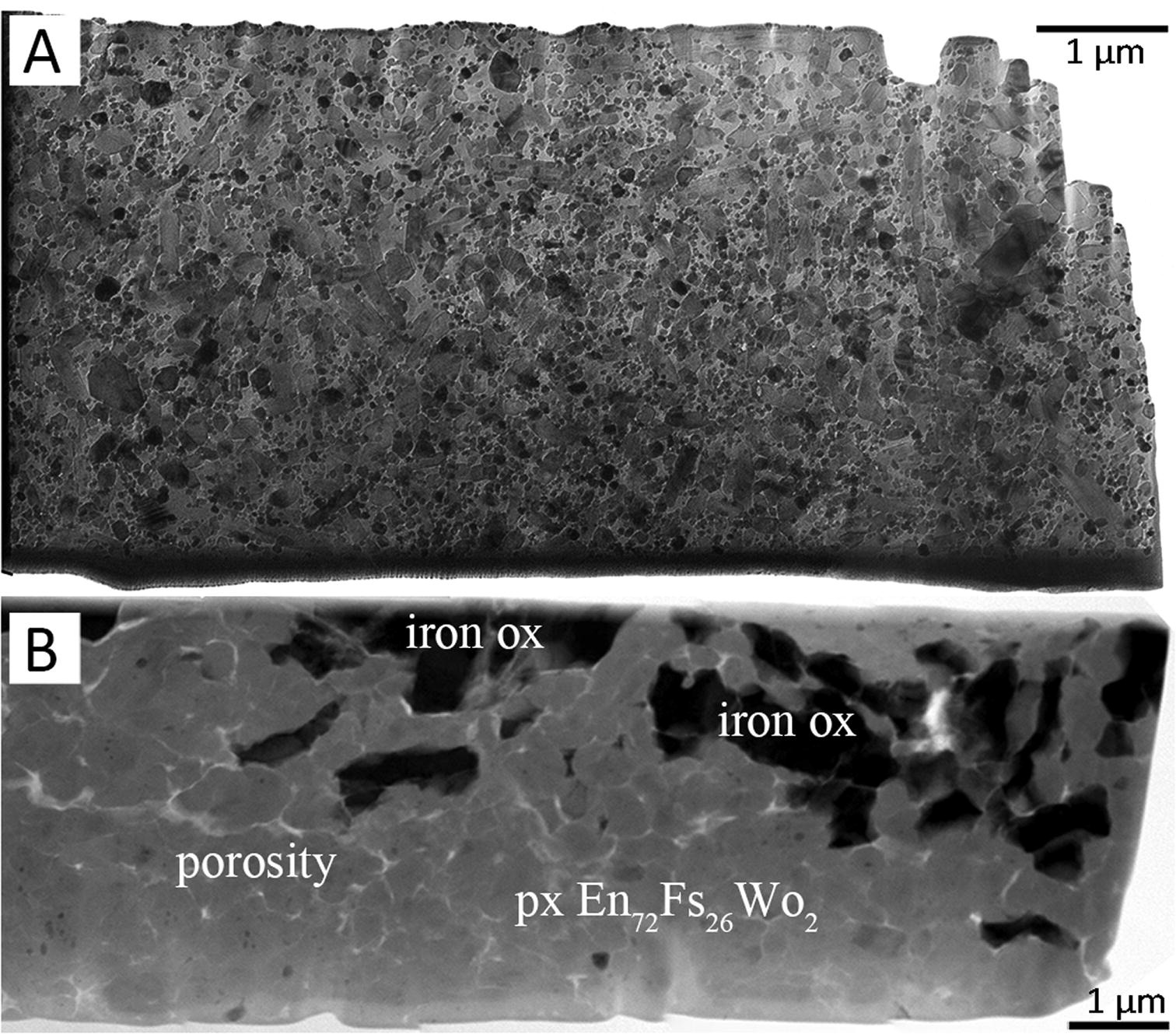
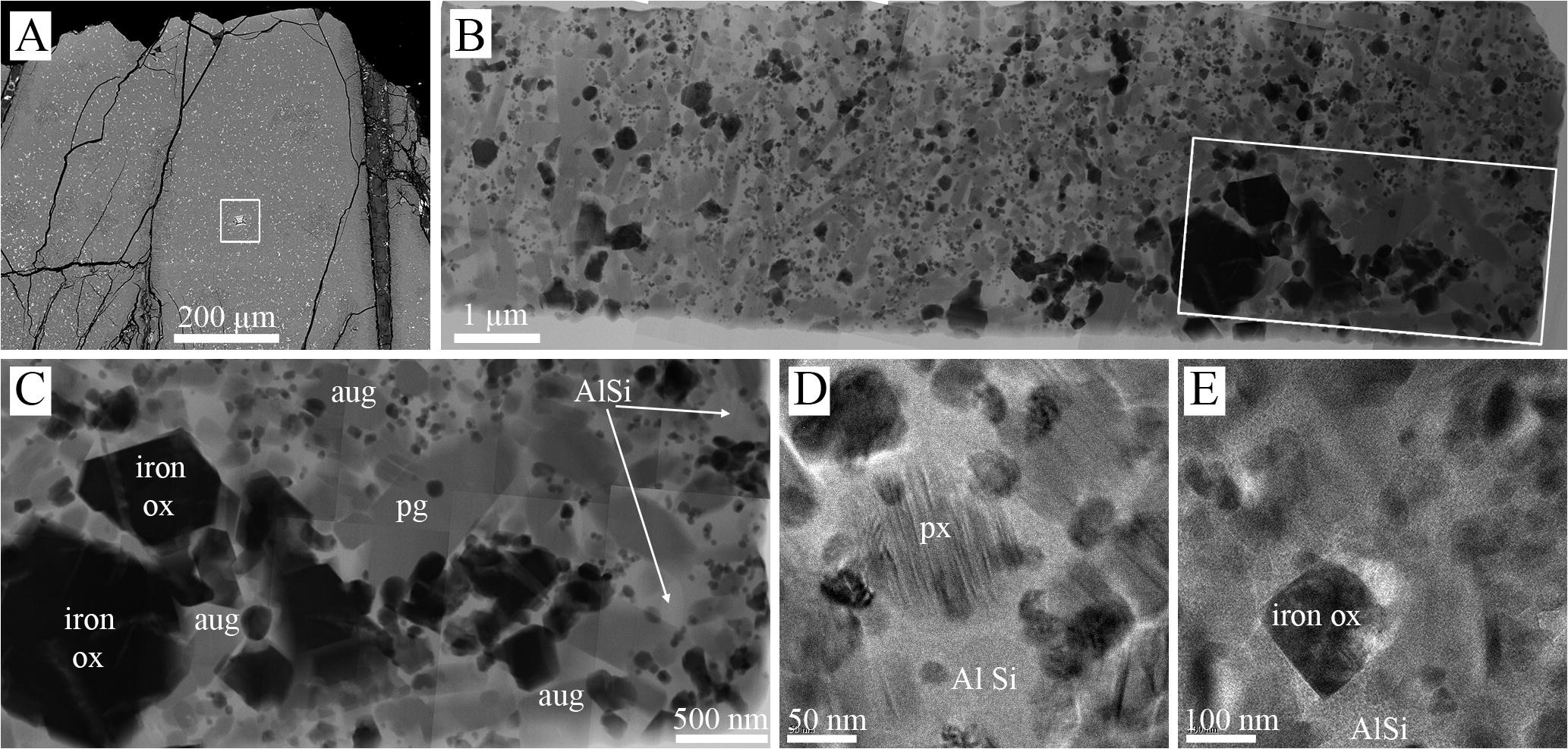
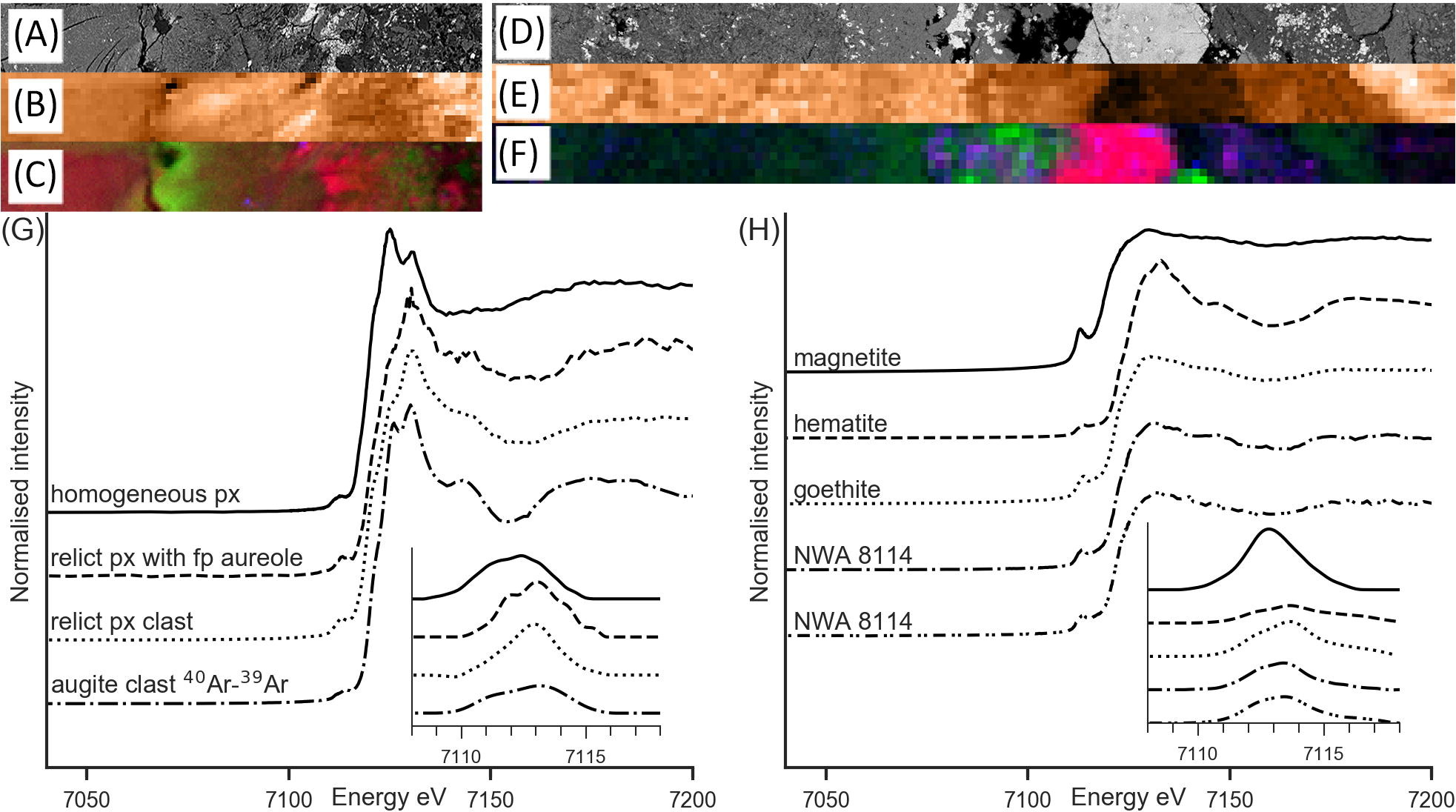

## Aufbewahrung
Der Meteorit mit 1.9 g befindet sixh an der University of Leicester (ULei) in Großbritannien.